# Warin (Alemania)
Warin (pronunciación en alemán: /vaˈʁiːn/ⓘ) es un municipio situado en el distrito de Mecklemburgo Noroccidental, en el estado federado de Mecklemburgo-Pomerania Occidental (Alemania), a una altitud de 30 metros. 

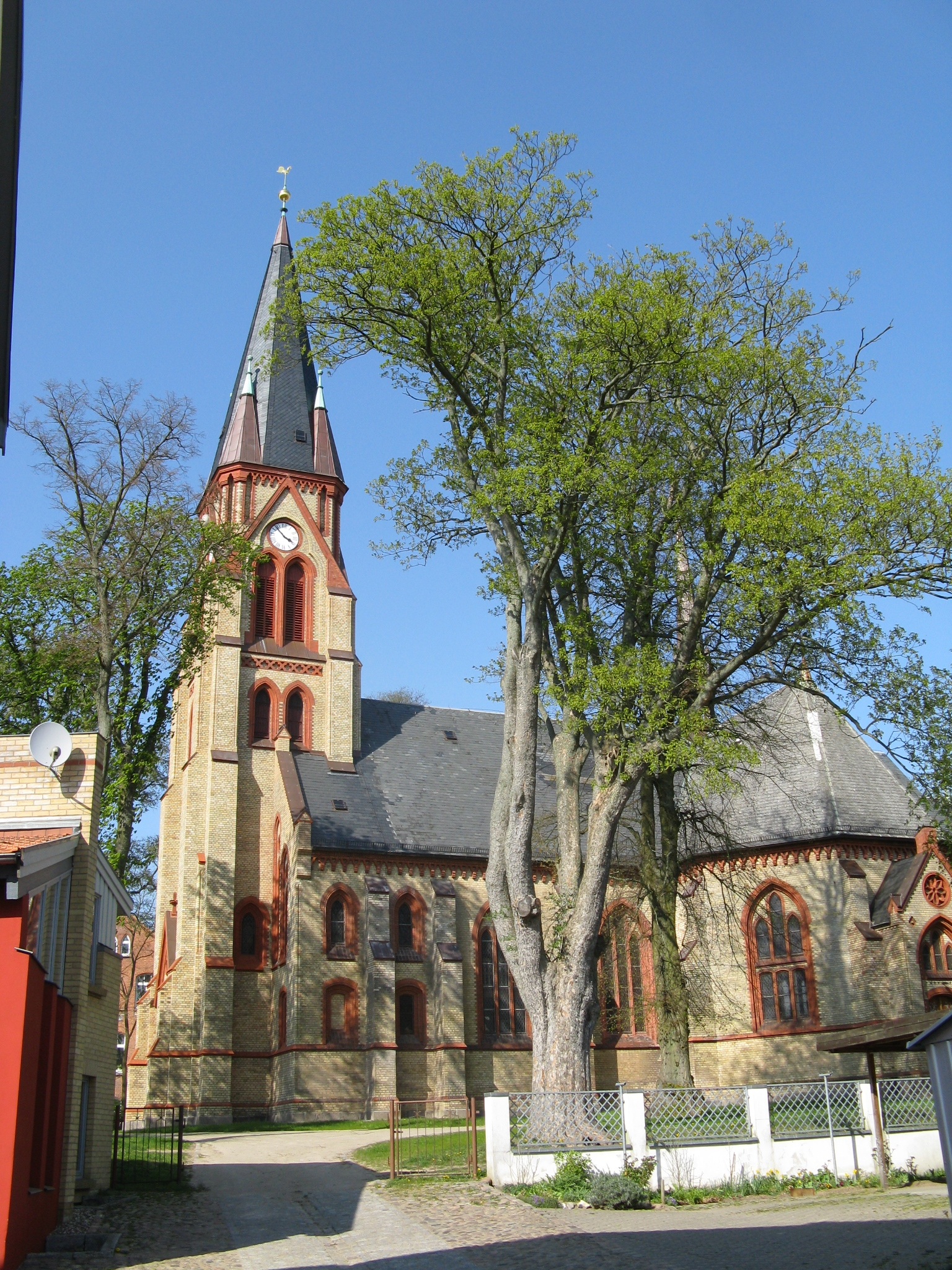
Iglesia de Warin

Su población a finales de 2016 era de 3240 habs. y su densidad poblacional, 74 hab/km².